# Humble Bundle
Humble Bundle (рус. Скромный набор) — интернет-сервис, специализирующийся на продаже цифровых копий компьютерных игр для платформ Microsoft Windows, macOS и Linux. Проект Humble Bundle вырос из серии коммерческих экспериментов по продаже наборов из нескольких игр по модели «Плати сколько хочешь» — первоначально такие кампании проходили раз в несколько месяцев. С 2013 года Humble Bundle поддерживает постоянно действующий онлайн-магазин, а кампании с продажей наборов игр по модели «Плати сколько хочешь» проходят более часто. Помимо компьютерных игр, сервис также торгует электронными книгами, аудиокнигами и комиксами в цифровом формате.
Организацией продаж первого набора игр в 2010 году занималась компания Wolfire Games; начиная со второго набора, сайт поддерживает компания Humble Bundle, Inc. с штаб-квартирой в Сан-Франциско, США. С октября 2017 года она является дочерней компанией IGN Entertainment. Часть выручки от продаж Humble Bundle перечисляется на благотворительность таким организациям, как Child’s Play, Фонд электронных рубежей или Американский Красный Крест; к сентябрю 2017 года сумма таких пожертвований превысила 100 миллионов долларов США.

## Концепция
Автором идеи Humble Indie Bundle является разработчик из компании Wolfire Games, Джеф Розен (англ. Jeff Rosen), который был вдохновлен продажами наборов игр в системе дистрибуции Steam. Розен заметил, что информация о подобных распродажах имела «эффект сарафанного радио» в Интернете. Также, Розен учел опыт распродажи игры World of Goo по модели «заплати, сколько захочешь», которую организовала студия разработчик 2D Boy в «день рождения» игры, сумев продать 57 000 копий и заработав $114 000.
Покупатель набора Humble Bundle сам определяет условия покупки: сколько платить за набор, и кому будет направлена оплата. В этом плане модель ценообразования «Плати сколько хочешь» противопоставлена подходу крупных издателей, устанавливающих искусственные ограничения на стоимость своего продукта. Успех концепции Humble Bundle обусловлен ценовой доступностью набора, акцентом на благотворительность, уникальностью предоставляемых наборов и отсутствием DRM.

## Humble Store
12 ноября 2013 на официальном сайте проекта появился подраздел Humble Store и начал первый день продаж со скидкой под названием the Humble Store: Debut Sale. Примерно в то же время в рунете появился первый фан-клуб Humble Bundle, который впоследствии перерос в полноценный игровой блог We Love Bundles, освещающий инди-бандлы, игры и разные игровые проекты.

## Humble Weekly Sale
Humble Weekly Sale - экспериментальные сборники, включающие в себя одну или несколько игр, меняющиеся каждую неделю. Система оплаты такая же, как и у обычных наборов - заплатив меньше доллара, покупатели получают DRM-Free версии игр, заплатив больше доллара - Steam-ключи. Поначалу Weekly Sale отличались тем, что в них не было средней цены, заплатив выше которой, покупатели получают бонус, и нет бонусов для всех покупателей по прошествии первой недели. 30 мая 2013 года бонус "средней цены" появился в "Humble Weekly Sale: Telltale Games"

## Humble Library
Humble Library - библиотека всех купленных пользователем наборов. Все купленные до выхода Humble Library наборы можно внести в библиотеку путём нажатия кнопки "Claim this page" в нижнем правом углу страницы набора. Для получения доступа к Humble Library нужно создать аккаунт. Тем не менее, использование Humble Library опционально, наборы можно покупать и использовать и без Humble Library.